# Эстринген (гау)

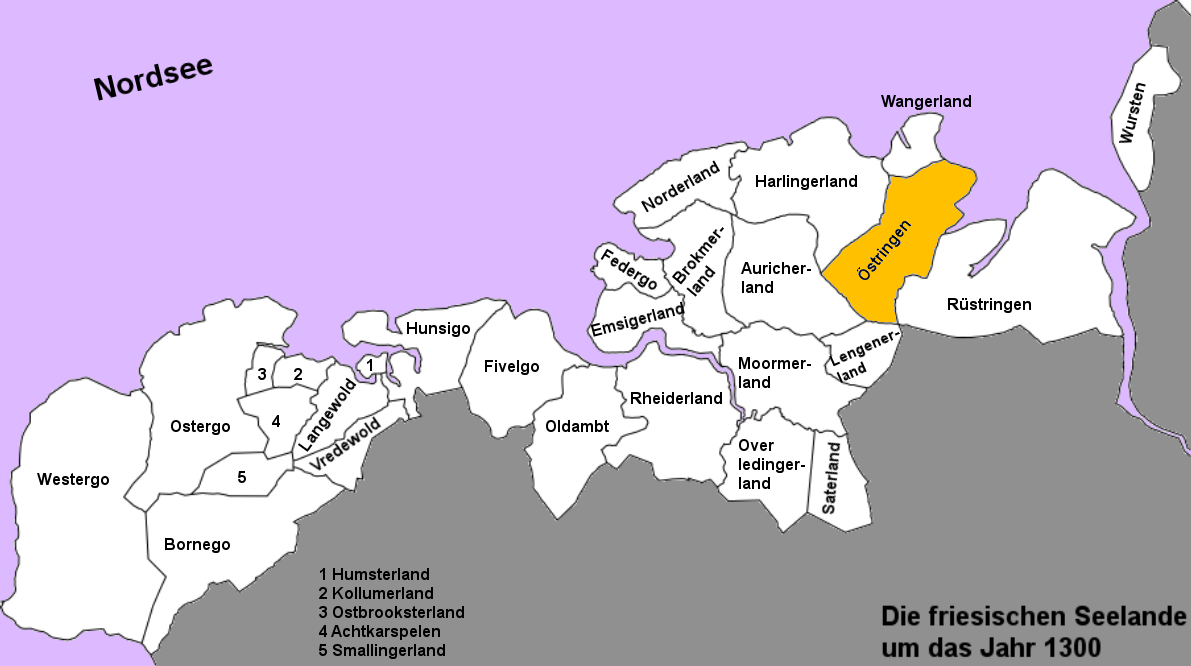
Эстринген около 1300 года

Эстринген — одно из так называемых фризских гау, в которых миссионер Виллегад, согласно указанию Карла Великого в документе 787 года, должен был провести христианизацию: Остри (Эстринген), Рюстри (Рюстринген), Ванга (Вангерланд) и Норденди, которое делилось на Норди (Нордерланд) и Херлога (Харлингерланд).

## История
В 961 году Герман Биллунг получил герцогство Саксония, а также, вероятно, графство в Бременской Фрисландии, в любом случае его сын Бернхард в 983 году носил титул графа Эстрингена. После того, как эта династия угасла, её сменили аммерландские Хуниге и ольденбургские Эгильмаринги. Евер, постепенно занявший видное место в Эстрингене, пережил свой первый расцвет как рыночный и торговый центр. В XII и XIII веках по всему фризскому региону разразились клановые распри, и власть графа пошла на убыль, пока не была почти полностью разорвана связь между Эстрингеном и Ольденбургом.
После полной анархии XIV века наследственные династии возникли в Восточной Фризии (Кирксена) и в Еверланде (Эдо Вимкен-старший и его потомки). Приблизительно в XIV веке образовался союз Эстрингена с Вангерландом, а в XV веке и с остальной частью Рюстрингена, который находился к западу от Ядебузена, созданного штормовыми нагонами. Все три области сформировали правление Евер, позже Еверланд, с 19 приходами или общинами.
Первым монастырём в Эстрингене был Репсхольт, основанный в 983 году в западной части Эстрингена. Эта часть Эстрингена окончательно перешла к Восточной Фризии в конце XV века. Монастырь Эстрингфельде был основан после 1175 года, через 200 лет он стал женским и был полностью распущен в конце XVI века. Монастырские постройки и башня постепенно приходили в упадок, и постепенно к 1796 году полностью разрушились.
В отличие от «Вангерланд» и «Рюстринген», название «Эстринген» полностью исчезло. Остались только «Эстрингфельде» и «Клостерпарк», они расположены в районе города Шортенс. С 1933 по 1945 год муниципалитет Эстринген временно существовал в районе Фрисландии, который был назван в честь старого фризского гау.